# IBM 왓슨

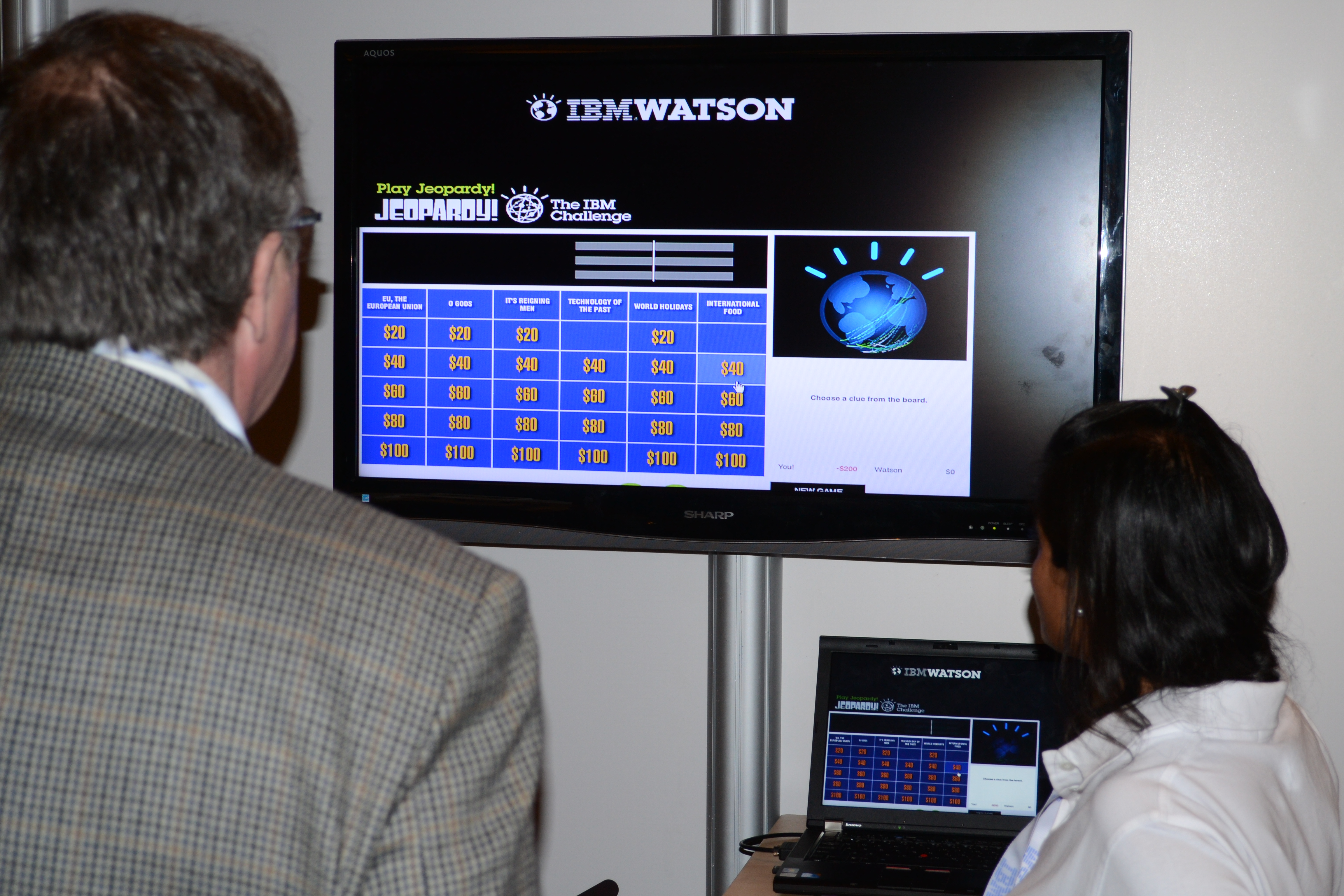
트레이드 쇼의 IBM 부스에서 펼쳐지고 있는 왓슨 데모

왓슨(Watson)은 자연어 형식으로 된 질문들에 답할 수 있는 인공지능 컴퓨터 시스템이며, 시험 책임자 데이비드 페루치가 주도한 IBM의 DeepQA 프로젝트를 통해 개발되었다. 왓슨은 IBM 최초의 회장 토머스 J. 왓슨에서 이름을 땄다.

## 역사

### 개발
1997년 딥 블루 대 가리 카스파로프 체스 게임에서 IBM 딥 블루가 체스 세계 챔피언 가리 카스파로프를 이겼다. 그 이후 IBM은 새로운 도전을 하였다.
2004년 IBM 연구팀 매니저 찰스 리켈은 레스토랑에서 사람들이 제퍼디에서 74회 우승한 켄 제닝스의 제퍼디 게임을 시청하느라 모두들 침묵에 빠져 있는 것에 주목했다. 식사중이던 레스토랑 손님들이 다들 텔레비전 앞으로 모여들었다. 2005년 IBM 연구팀 이사 폴 혼은 찰스 리켈에게 개발자들을 배정해 주면서, 제퍼디에서 인간을 이기는 왓슨 개발을 해보라고 지시했다.
2006년 IBM 개발부서의 수석 매니저 데이비드 페루치가 최초의 테스트를 하였다. 왓슨은 과거 제퍼디 게임에서 500개의 단서를 받았다. 테스트에서, 경쟁자인 사람들 중에서 최고득점자는 왓슨보다 절반의 시간만에 95%를 맞추었는데, 왓슨은 15%만 맞추었다. 2007년 IBM 왓슨 개발팀은 이 문제를 해결하기 위해, 3년에서 5년의 개발기간과 15명의 연구자들을 배정받았다. 2008년 개발팀은 제퍼디 챔피언과 겨룰 수 있는 수준으로 왓슨을 개량했다. 2010년 왓슨은 인간 제퍼디 경쟁자를 이겼다.

### 제퍼디
2011년 기능 시험으로서 왓슨은 퀴즈 쇼 제퍼디!에 참가하였으며, 이는 이제까지도 유일한 인간 대 컴퓨터 대결이었다.
2월 14일부터 16일까지 세 개의 제퍼디! 에피소드의 방송에서 왓슨은 제퍼디!의 금액 기준 사상 최대 우승자 브레드 러터, 가장 긴 챔피언십(74번 연속 승리)의 기록 보유자 켄 제닝스와 대결하였다. 첫 상금에서 켄 제닝스와 브레드 러터가 각각 300,000 달러와 200,000 달러를 받는 사이 왓슨은 100만 달러를 거머쥐었다. 제닝스와 러터는 그들의 승리금의 절반을 자선단체에 기부하는 데 뜻을 같이 했으며 IBM은 왓슨의 승리금을 두 자선 단체에 상금의 50 %는 월드비전(World Vision)에, 50 %는 월드커뮤니티그리드(World Community Grid)에 나누어 기부했다.
왓슨은 4 테라바이트의 디스크 공간의 200,000,000 페이지의 구조화/비구조화된 콘텐츠에 접근하였는데
여기에는 위키백과의 전문도 포함되지만 경기가 치러지는 동안에는 인터넷에 연결되지 않았다. 각 단서마다 왓슨의 가장 가능성 있는 세 개의 응답이 텔레비전 화면에 표시되었다. 왓슨은 게임 신호 장치에서 자신과 경쟁하는 사람들을 지속적으로 앞질렀으나 몇 개의 낱말로 된 몇 개의 단서만 가지고 있는 일부 분류에 응하는 데에는 문제가 있었다.

## 각개 반응
왓슨 개발 커뮤니티는 17개 산업 및 학문 부문의 개발자 550명 이상으로 구성되어 있으며 그 가운데 100명 이상이 이미 상업용 '인지' 앱, 제품, 서비스를 도입했고 전 세계 100만 명 이상의 개발자들이 IBM의 블루믹스(Bluemix) 플랫폼에서 WDC(Watson Developer Cloud)를 이용해 새로운 비즈니스 아이디어를 시범 운영, 시험, 배치하고 있다.

## 적용 분야
현재는 단 한 종류의 왓슨만이 존재하는 것이 아니고 종양학 전문 왓슨, 방사선학 전문 왓슨, 내분비학, 법학, 세금 규정, 소비자 서비스 등 전문 왓슨이 다 따로 있으며 그렇게 해야 각 시스템에 맞는 데이터를 입력해 정확하게 훈련시킬 수 있기 때문이다.

### 금융
미 증권거래위원회(SEC)보고서, 각종 신문 기사와 경제자료를 읽고 이에 따라 정치적·사회적 리스크를 찾아내 투자에 대한 판단을 내리는 리스크 분산 및 포트폴리오 관리 업무에 활용될 예정이다 한국의 카드사 등은 24시간 고객 응대에 활용하기 위해 테스트 중이다.
현대카드는 최근 IBM의 AI인 '왓슨'을 들여왔지만 이를 연내 적용하기는 힘들 것으로 보인다. 신한금융그룹은 최근 왓슨을 도입하기 위한 태스크포스(TF)인 '보물섬 프로젝트'를 꾸렸으며 신한금융지주 차원에서 은행 자산관리(WM) 서비스를 제공할 때 왓슨을 활용하는 방안을 추진하고 있다

### 방송
2016년 왓슨은 약 100여편의 공포영화 예고편을 학습한 다음 영화 '모건'에서 가장 긴장감을 자아낼 수 있는 10여개 장면을 선택하고, 이를 이어붙여 불과 24시간 만에 새 예고편을 만들어냈다

### 의학
2016년 인천 가천대학교 길병원에 암진단 '왓슨 포 온콜로지'가 도입되었고, 2017년 암환자의 종양세포와 유전자 염기서열을 분석해 맞춤형 치료법을 추천하는 '왓슨 포 지노믹스'가 부산대학교 병원에 도입되었다. 이외 대구가톨릭대병원, 계명대동산병원, 건양대병원, 조선대병원, 전남대병원 등 모두 7개 병원이 왓슨을 도입했다.
2017년 12월 가천대 길병원이 도입 1주년 심포지엄에서 발표한 의견 일치율은 56% 수준으로, IBM과 미국 메모리얼 슬로언 케터링 암센터가 소개하는 대장암 등 5개 암에서 91% ~ 100%의 일치율보다 크게 떨어진다. 인종적 특성 등에 따른 차이라고 설명하기도 하나, 애초부터 훈련용 데이터를 검증용으로 사용하는 등 성능이 과장되었다는 의견도 있다.
식품의약품안전처는 2017년 말 '빅데이터 및 인공지능 기술이 적용된 의료기기의 허가·심사 가이드라인'을 발표하면서 왓슨을 '비(非)의료기기'로 분류했다.
그러나 지속적으로 확대되는 방대한 의료지식과 정보를 인간이 다루기에는 턱없이 부족한 한계와 로봇의사의 시술에서 100㎛를 정교하게 다루거나 감정의 변동이 개입하지 않는 점등에서  이러한 왓슨과 같은 AI 로봇시스템 의료기기의 인정은 의료전문가의 협력자로서 전문가들 사이에서 도입에 신중을 요하지만 필요적인 이슈로 다루어지고있다.  보다 중요하게 언급되는 점은 노련한 의사의 의술경력을 얻기까지 얼마나 많은 시행착오를 겪어야되는지가 다루어져야할 필요성으로 제기된다는 것이다.
한편 빅데이터 연구를 통해 뇌졸중은 혈압이 높을 때가 아니라 혈압의 변이가 크면 발생하는 것임을 권고했다. 이는 방대한 정보처리능력을 보여주는 일예이다.

### 교육
교원이 수학 디지털 교과서(태블릿PC)에 왓슨을 적용하는 방안을 추진하기 위해 현재 세부 내용을 조율하고 있다.

### 쇼핑
2016년 롯데그룹은 IBM의 AI 솔루션 ‘왓슨’을 도입해 백화점, 마트, 편의점, 면세점 등 다양한 경로에서 수집되는 고객 데이터를 활용해 대고객 서비스를 극대화하겠다고 밝혔으며 우선적으로 유통 관련 계열사에 ‘지능형 쇼핑어드바이저’를 도입한다.

### 스마트 홈스피커
한국어 왓슨은 SM엔터테인먼트의 스마트 스피커 두뇌로 들어갈 예정이다..

## 같이 보기
- 알파고 - 구글 딥마인드사의 인공지능
- 스위프트키(en:SwiftKey) - 마이크로소프트의 자회사로서 인공지능 개발회사

### 관련 영상
- PBS NOVA documentary on the making of Watson 보관됨 2015-12-05 - 웨이백 머신
- IBM and the Jeopardy Challenge - 유튜브 (3:59), IBM
- IBM "Watson" System to Challenge Humans at Jeopardy! - 유튜브 (2:29), IBMLabs
- Building Watson – A Brief Overview of the DeepQA Project - 유튜브 (21:42), IBMLabs
- Trial run - 유튜브
- Clip of Watson's Final Jeopardy! failure guessing "Toronto" with the category U.S. CITIES. - 유튜브
- Clip of Alex Trebek's joke at the beginning of the second match following Watson's Final Jeopardy! failure from match one. Skip to 1:14. - 유튜브